# 有效编码假设
有效编码假设，是由霍雷斯·巴罗 于1961年为脑的感知编码提出的一个理论模型。 在脑中，神经元通过传递一些电脉冲进行联系，这种电脉冲被称作动作电位或者神经冲动。感觉神经科学的一个目标，就是解码这些动作电位的意义，以便理解脑是如何表现和处理外部世界的信息。巴罗假设，感觉系统的动作电位形成了神经编码用来有效地表达感觉信息。 巴罗所说的“有效”，指的是神经编码会使得传递一个给定信号所需要的动作电位数量最少。 这有点类似在互联网上传递信息，可以使用不同的文件格式来传送同一张图片。对于同一张图片来说，使用不同的文件格式会需要不同的比特数来达到同样的分辨率。这个模型认为，脑会使用适合表达生物生活的自然环境的视觉和听觉信息的编码。